# Youness Mokhtar
Youness Mokhtar (arabisch يونس مختار, DMG Yūnus Muḫtār; * 29. August 1991 in Utrecht) ist ein niederländisch-marokkanischer Fußballspieler.

## Karriere

### Verein
Mokhtar begann mit dem Vereinsfußball beim USV Elinkwijk und später in die Nachwuchsabteilung vom PSV Eindhoven geholt. 2010 erhielt er vom PSV einen Profivertrag und wurde von diesem für die Saison 2011/12 an den Zweitligisten FC Eindhoven ausgeliehen. Im Sommer 2012 verließ er PSV und wechselte zum Erstligisten PEC Zwolle. Bei diesem Klub beendete er seine erste Saison mit 26 Ligaspielen und sieben Treffern und wurde zur nächsten Saison vom FC Twente Enschede verpflichtet. Bei diesem Verein, bei dem er auch ein Spiel für die Reservemannschaft Jong FC Twente absolvierte, blieb er zwei Spielzeiten lang. 2015 spielte er für eine kurze Zeit beim al-Nasr FC und kehrte im Sommer 2016 zu PEC Zwolle zurück.
Zur Saison 2018/19 wurde Mokhtar aus der türkische Süper Lig vom Aufsteiger MKE Ankaragücü verpflichtet und verließ diesen im Januar 2019 vorzeitig.
Im April 2019 schloss er sich dem norwegischen Verein Stabæk an, den er aber bereits im Juni desselben Jahres in beidseitigem Einvernehmen wider verließ. Wenig später unterschrieb er einen Vertrag beim MLS-Club Columbus Crew und avancierte dort zum Stammspieler.
Nach eineinhalb Jahren in den USA wurde sein Vertrag dort im Sommer 2020 nicht verlängert und so wechselte er nach einem halben Jahr Vereinslosigkeit im Januar 2021 bis zum Ende der Saison zum niederländischen Erstligisten ADO Den Haag.
Nach einem erneuten halben Jahr ohne Arbeitgeber zog es ihn Anfang des Jahres 2022 zum marokkanischen Verein Raja Casablanca, den er aber auch aufgrund von Unzufriedenheit recht schnell im Mai 2022 wieder verlassen hat.

### Nationalmannschaft
Mokhtar begann seine Nationalmannschaftskarriere 2007 mit einem Einsatz für die niederländische U-17-Nationalmannschaft. Anschließend folgten Einsätze für die niederländische U-19-Nationalmannschaft.
2011 entschied sich Mpkhtar für einen Verbandswechsel und debütierte für die marokkanische U-20-Nalmannschaft.